# Книга тундры: Повесть о Вуквукае — маленьком камне
«Книга тундры: Повесть о Вуквукае — маленьком камне» — документальный фильм Алексея Вахрушева.

## Сюжет
Герой фильма — семидесятидвухлетний Борис Фёдорович Вуквукай, бригадир сельхозпредприятия «Чаунское», старейшина чукотского оленеводческого рода ведёт традиционный образ жизни вместе с членами семьи в нескольких поколениях, выпасая оленей.
У Вуквукая было четыре сына. Один из них не был оленеводом, о чём отец всегда сожалел, работал в золотодобывающей артели, где трагически погиб. В своем монологе Вуквукай сетует, что дети уезжают на учёбу и потом не возвращаются в тундру. Старики остаются одни, без помощи, и скоро некому будет пасти оленей. Между тем, десятитысячное стадо уже давно планируют разделить, но нет пастухов…

## Награды
- Национальная премия Российской Академии кинематографических искусств «Ника» — лучший неигровой фильм
- Национальная премия кинокритики и кинопрессы «Белый Слон» — лучший документальный фильм
- Национальная премия в области неигрового кино «Лавровая ветвь» — лучший неигровой кинофильм
- Фестиваль документального кино «Свидание с Россией» — приз зрительских симпатий, Главный приз номинации «Лица России»
- Открытый фестиваль документального кино «Россия» — лучший полнометражный фильм, приз Российского Государственного архива кино и фотодокументов «Фильм достойный государственного хранения»